# Spätzle

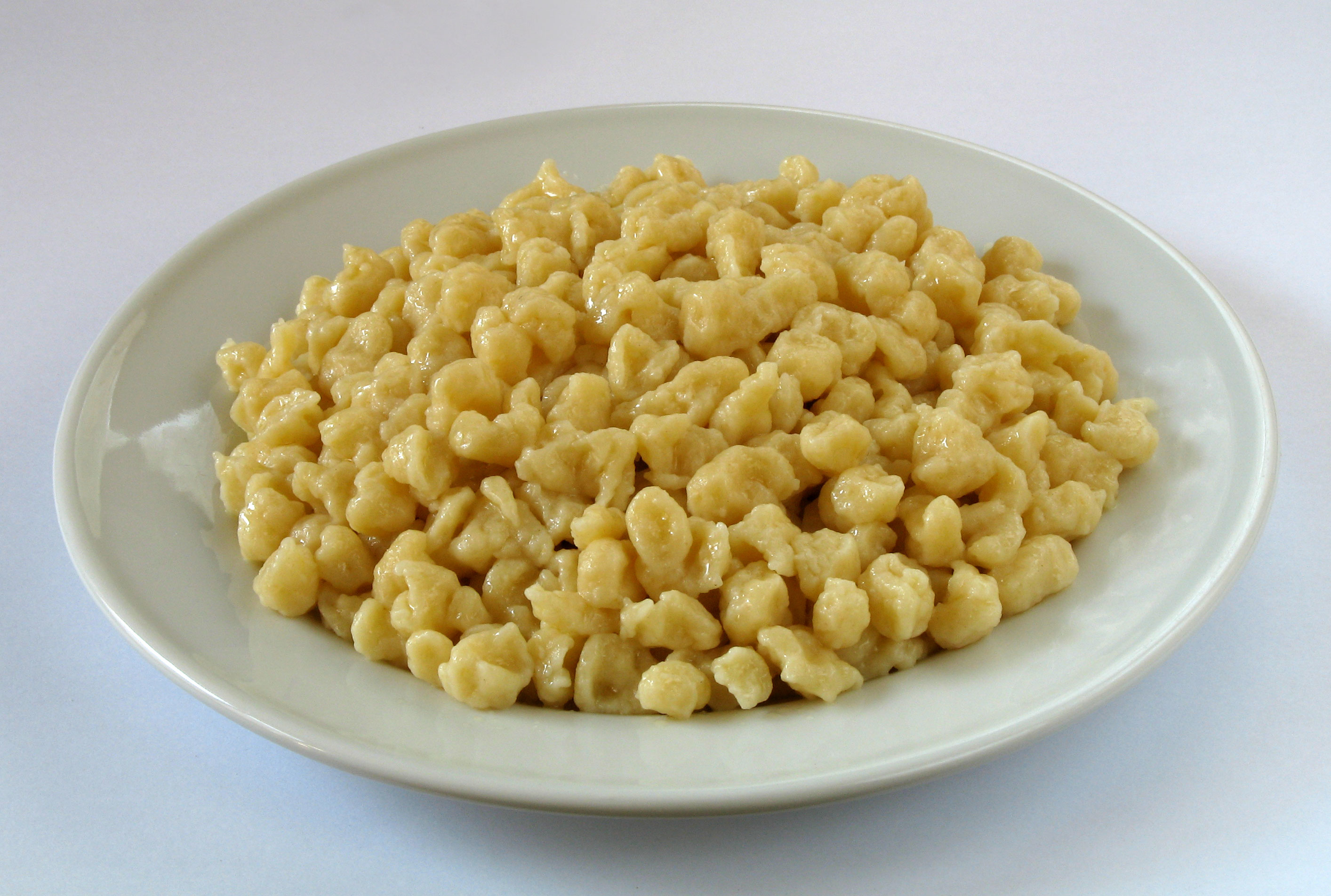
Plato de Spätzle de formas redondeadas.

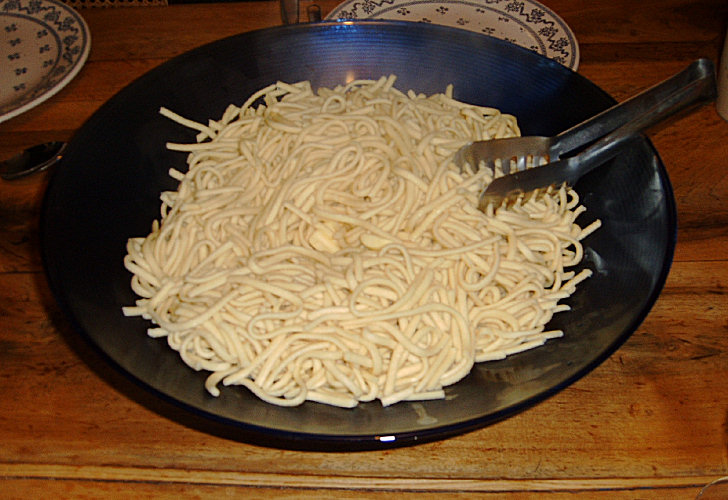
Spätzle con mantequilla, con formas alargadas (típico de las zonas septentrionales: Colonia) con su pinza.

Los Spätzle (en el dialecto de Suabia y Alsacia se trata de un diminutivo de Spatzen -gorrioncitos-, conocido desde el siglo XVIII como Wasserspatzen, también Spätzli o Spatzen) son una forma de pasta muy conocida en Suabia y Alsacia (donde se suele denominar también Spätzlâ o Spatzâ) y el sur de Alemania, donde es muy empleado como acompañamiento de carnes y como plato único (el denominado Käsespätzle o spätzle con queso). Se puede decir que se trata de una pasta muy popular en la cocina alemana del sur y que rara vez se encuentra en el norte. Es frecuente también en la cocina austríaca, sobre todo en el Estado de Vorarlberg, y en la de Lorena en Francia.
Los Spätzle que tienen una forma más redonda también se llaman «Knöpfle», el diminutivo de Knopf, que se traduce como botón.

## Características

### Ingredientes
La composición básica es muy sencilla y es bastante similar a la de cualquier pasta: harina (del tipo 405 en Alemania, y mezclada a veces con harina de sémola, de grano más grueso, para obtener lo que se denomina Spätzlemehl, "harina para Spätzle"), huevo, sal y agua. En vez de utilizar solamente agua, también funciona muy bien con agua con gas. La masa se mezcla a veces con otros ingredientes finamente picados como espinacas, en los Spinatspatzeln (en dialecto tirolés), o hígado de cerdo, en los Leberspätzle. Cuando los Spätzle se destinan a un postre, la masa puede contener manzana rallada, como en los Apfelspätzle.

### Elaboración
Es posible hacer los Spätzle de diferentes formas, generalmente alargadas y redondeadas, teniendo en cuenta que la masa es bastante blanda, y que no se puede cortar ni darle forma. La manera más sencilla, sin recurrir a ningún utensilio específico, consiste en extender la masa sobre una tabla de madera, y desprender del borde con un cuchillo finas tiras que se van echando al agua salada hirviendo en una cacerola. En cuanto suben a la superficie, están cocidos. Existen prensas especiales para hacer esta última tarea, de forma sencilla y sin complicaciones. Están provistas de agujeros, para que la masa se cuele y caiga directamente al agua hirviendo. Existen también coladores para Spätzle, en los que se empuja la masa con una espátula.

### Comercialización

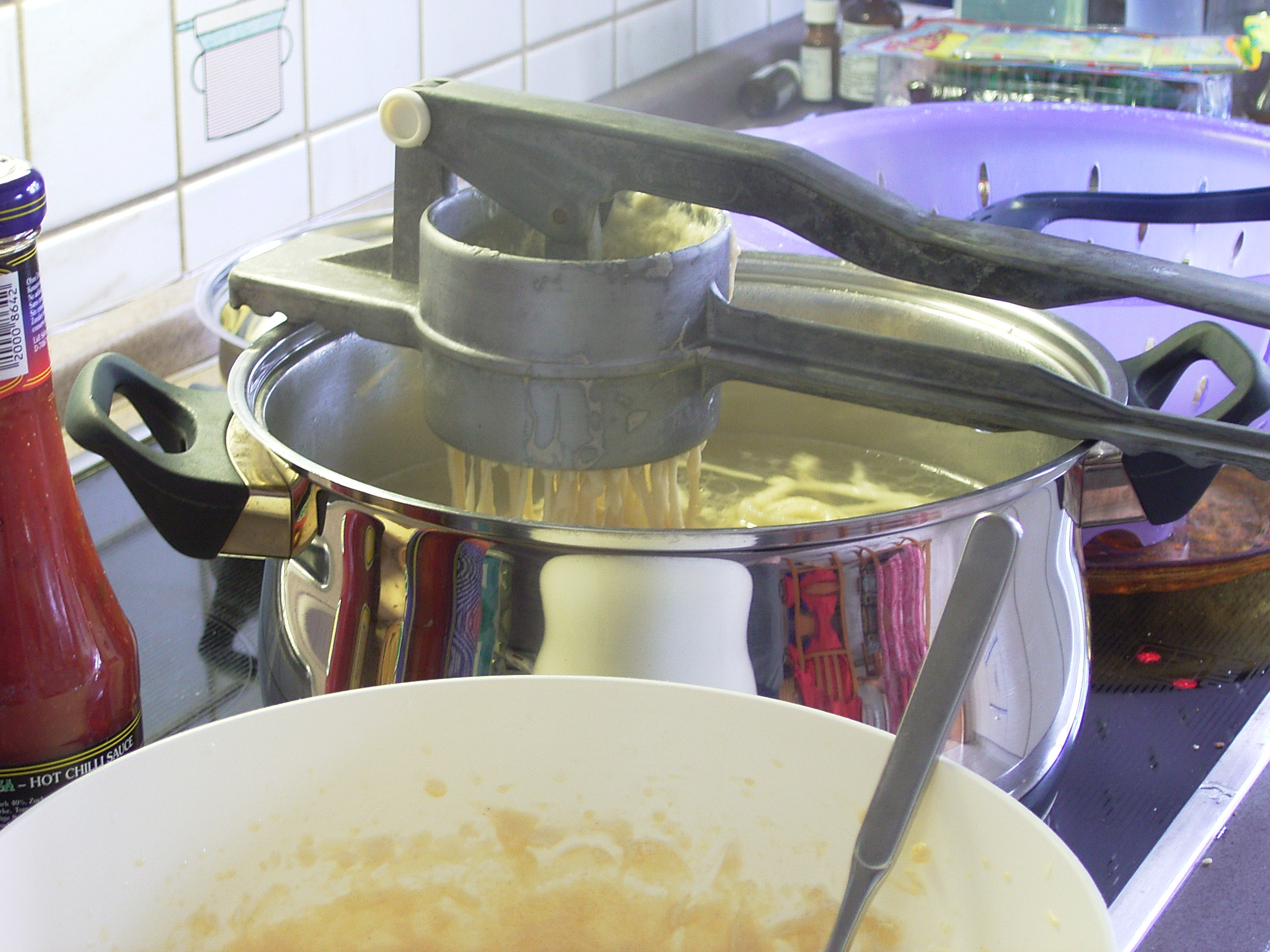
Prensa para Spätzle.

Los Spätzle, a pesar de ser típicos del sur de Alemania, pueden comprarse en cualquier supermercado en forma de envase de bolsa de plástico o precocinados en latas de conserva.

## Platos con Spätzle
- Linsen mit Spätzle und Saitenwürstchen: Plato típico de la cocina de Suabia, en el que los Spätzle se acompañan con lentejas y salchichas de Viena.
- Käsespätzle: Se trata de un plato con lonchas de queso —que puede ser emmental y Bergkäse—, así como algunas cebollas picadas como guarnición. Debido al calor, el queso se funde y fluye a través de la pasta, de tal manera que al comer salen hilos de queso entre ellos. Se suele emplear un tipo de queso especial: Weißlacker-Käse, una especialidad procedente de la región de Algovia. En algunas ocasiones se utiliza el queso denominado Limburger. El plato se sirve caliente. En Suabia se puede encontrar como guarnición una Kartoffelsalat y ensalada (puede ser una 'grüner Salat' o una 'Feldsalat'); en Algovia se le añade cebolla finamente picada y algunas hojas de lechuga como acompañamiento.

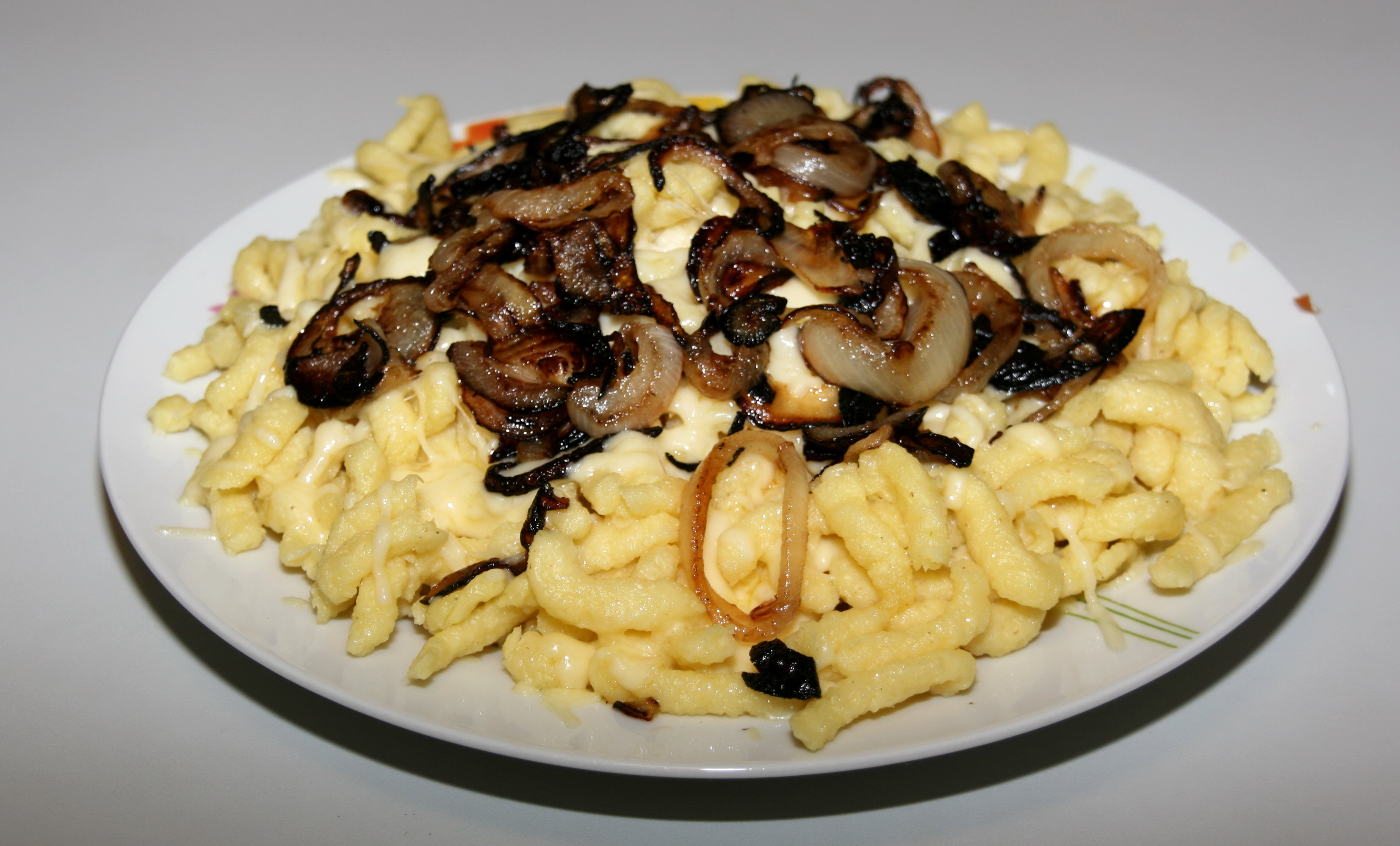
Spätzle caseros con queso y cebolla - Käsespätzle.

- Aufgebratene Kässpätzle: Los restos del Kässpätzle se suelen freír en una sartén con algo de mantequilla, hasta que llegan a estar algo crujientes. Se añade el queso como uno de sus condimentos. Los demás ingredientes van al gusto del cocinero y/o de los comensales. Se trata de un plato revuelto. En Vorarlberg se suele tomar con un pequeño montón de Apfelmus (compota de manzana) servido como acompañamiento.
- Krautspätzle: Spätzle con hierbas, se sirven junto con chucrut, ambos calientes en una sartén, hasta que se tuesten un poco.
- Leberspätzle: Su masa contiene hígado de ternera picado. Se suelen servir con cebollas finas asadas ('Röstzwiebeln'), chucrut o huevos revueltos, pero tradicionalmente se consumen en sopa. Se trata de una variante de Sajonia.
- Schinkenrahmspätzle: Se sirven con una salsa elaborada con pequeños trozos de jamón cocido (Kochschinken) y nata.
- Troffi: Es la variante más influenciada por la cocina italiana; se le añade un poco de pesto. Esta variante es conocida en la cocina italiana del norte.
- Spinatspätzle: Típicos del Tirol del Sur, estos Spätzle de espinacas se sirven en salsa de nata con trozos de jamón.
- Apfelspätzle: Aderezada con mantequilla clarificada, azúcar y canela, esta variante dulce de Spätzle de manzana se puede encontrarse en la región de Algovia, donde se come como plato único.
- Vorarlberger Kässpätzle (denominadas también como Käsknöpfle): Se elabora con tres variedades de queso; puede ser un emmental o un gouda o cualquier especialidad regional.